# X-Men (Sega-spel)
X-Men är ett actionspel utvecklat av Western Technologies Inc. och utgivet 1993 till Sega Mega Drive. Det är baserat på superhjälteserien med samma namn av Marvel Comics. X-men följdes 1995 upp av X-Men 2: Clone Wars.
Spelet tar sin utgångspunkt i superhjältarnas träningsanläggning kallad "Danger Room". En dag  fallerar anläggningen plötsligt och börjar simulera farliga situationer sedan dess dator infekterats av ett virus. Det är upp till X-men att ställa allt till rätta.
En eller två spelare kan välja mellan fyra olika spelbara karaktärer: Gambit, Nightcrawler, Wolverine och/eller Cyclops. Andra X-men som exempelvis Storm, Rogue och Iceman kan assistera spelaren vid behov genom att använda sina respektive förmågor.